# Allium caeruleum
{{#ifeq:0|0|{{#if:Allium caeruleum|{{#if:|[[]}}|[[]]}}}}
Allium caeruleum — вид рослин з родини амарилісових (Amaryllidaceae); поширений у центральній Азії та півдні європейської частини Росії.

## Опис
Цибулина поодинока, ≈ куляста, діаметром 1–2 см, як правило, з цибулинками в основі; оболонка тьмяно-сіра. Листки лінійні, коротші від стеблини, (1)2–5 мм завширшки, знизу кутасті, гладкі або шершаво-дрібнозубчасті. Стеблина 25–35 см, циліндрична, гладка або шершаво-дрібнозубчаста уздовж кутів, вкрита листовими піхвами на ≈ 1/3 довжини. Зонтик від півсферичного до кулястого, густо багатоквітковий, іноді з цибулинками або лише з цибулинками. Оцвітина лазурова; сегменти від довгастих до довгасто-ланцетоподібних, рівні, 3–5 × 0.8–1.8 мм, внутрішні вужчі, ніж зовнішні. 2n = 16. Період цвітіння й плодоношення: червень — серпень.

## Поширення
Поширення: Казахстан, Киргизстан, Таджикистан, Узбекистан, Китай — північний і західний Сіньцзян, Росія — Алтай і півдні європейської частини.
Населяє пустелі, сухі пасовища.